# 老撾—俄羅斯關係
俄寮關係（俄语：Российско-лаосские отношения），是歷史上以及现代的老撾與俄罗斯联邦的關係。

## 历史
老撾和蘇聯於1960年10月7日建立外交關係，起初，老挝驻法国大使被委任为兼驻苏联的非常任大使。蘇聯駐柬埔寨大使也被委任为兼任老撾的大使。1962年，两国政府签署协议，苏联同意帮助老挝修筑一座水电站和一座广播电台。
隨著巴特寮的勝利，老撾與蘇聯关系得到加强。蘇聯援寮工作者取代了老撾政府的美國顧問，老撾明確承認蘇聯社會主義集團的主要力量。兩國的國家，黨，軍隊，青年和友誼代表團開始了廣泛的交流。而且，蘇聯亦促成了老撾武裝力量的建立。
在高峰期，蘇聯是寮國最大的外援来源国。20世紀80年代，蘇聯派出了大量技术人员援寮，他们分布在寮國全境。許多老撾學生在蘇聯機構學習，每年有大約300名老撾學生獲得到蘇聯學習的獎學金。蘇聯還建造了一些基礎設施項目，亦提供了军事援助。但是在1989年，蘇聯援助逐漸減少。
到1990年，蘇聯對老撾的援助已減少到老撾當年收到的外援總額的36％，這比以前的60％水平有所下降。蘇聯的研究獎學金數量也大幅減少。而且，隨著蘇聯人將其在該地區日益有限的外交槓桿的重點轉移到試圖鞏固聯合國其他常任理事國的合作以求解決柬埔寨內戰，與老撾的關係弱化。隨著蘇聯解體，老撾開始重新調整自己的外交方向，改善與東南亞鄰國的關係。1997年，老撾加入東盟。

## 现代的俄寮关系
1991年苏联解体，老挝于1991年12月31日承认俄罗斯对苏联的继承，1994年，两国签署友好关系原则协定，双方保持各领域友好交流合作。2011年，老挝国家主席朱馬利·賽雅貢访俄。2013年10月，老挝国会主席巴妮·雅陶都访问俄罗斯。2014年，俄罗斯联邦委员会主席瓦莲京娜·马特维延科赴老出席第35届东盟议会联盟大会。2015年10月，老挝副总理兼外交部长通倫·西蘇里访俄。2016年9月，俄罗斯总统普京赴老挝出席东亚合作领导人系列会议。

## 旅遊

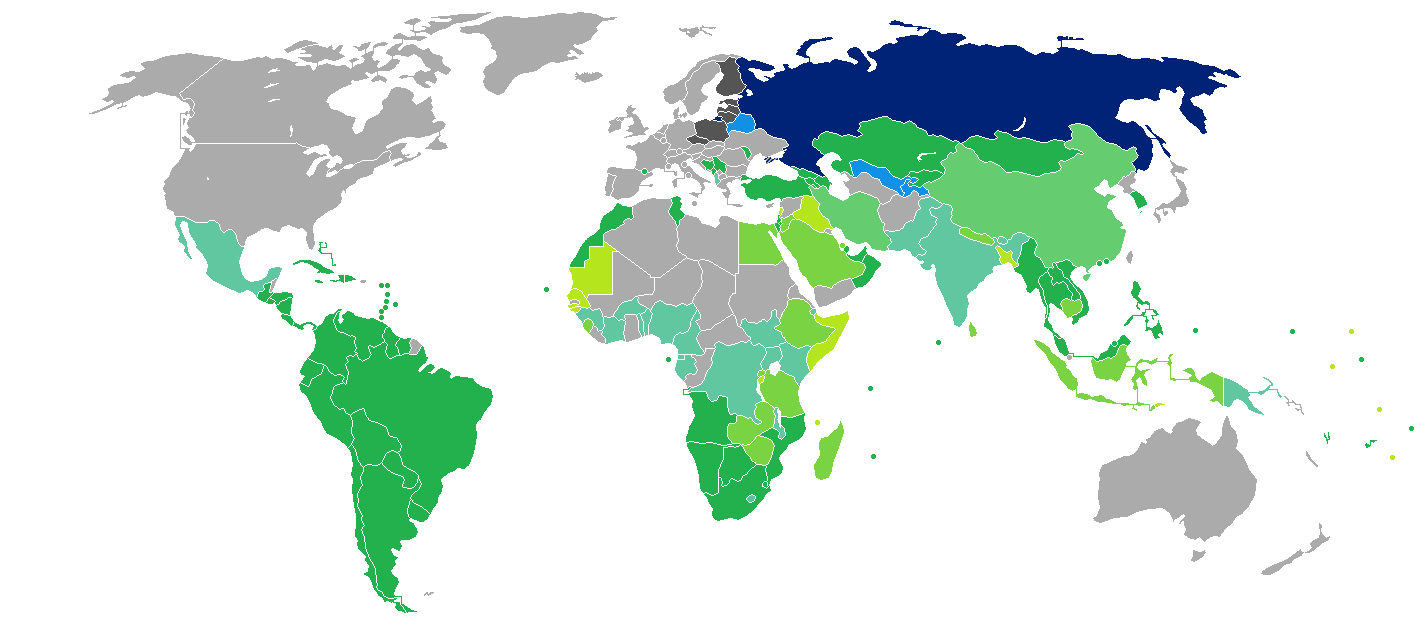
持俄罗斯護照的俄罗斯公民可以免签证入境老挝。

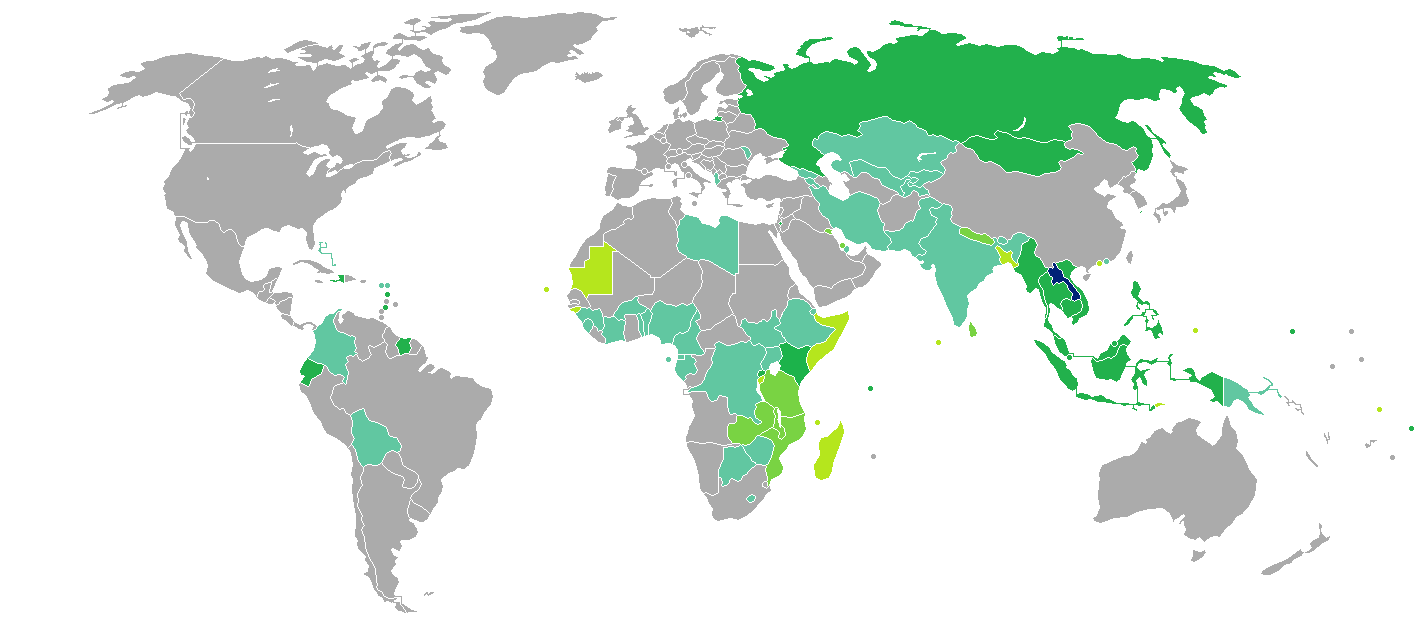
持老挝護照的老挝公民可以免签证入境俄罗斯。

### 簽證
參見：老挝簽證政策和老挝公民簽證要求
以及：俄罗斯簽證政策和俄罗斯公民簽證要求
持俄罗斯护照的俄罗斯公民可以免签证入境老挝，停留30天，该免签证政策也适用于俄罗斯外交、公务护照持有人。
持老挝护照的老挝公民仅以非商业目的访问俄罗斯，在任意180日内停留不超过90日，也可以免签证入境30天。